# Amati

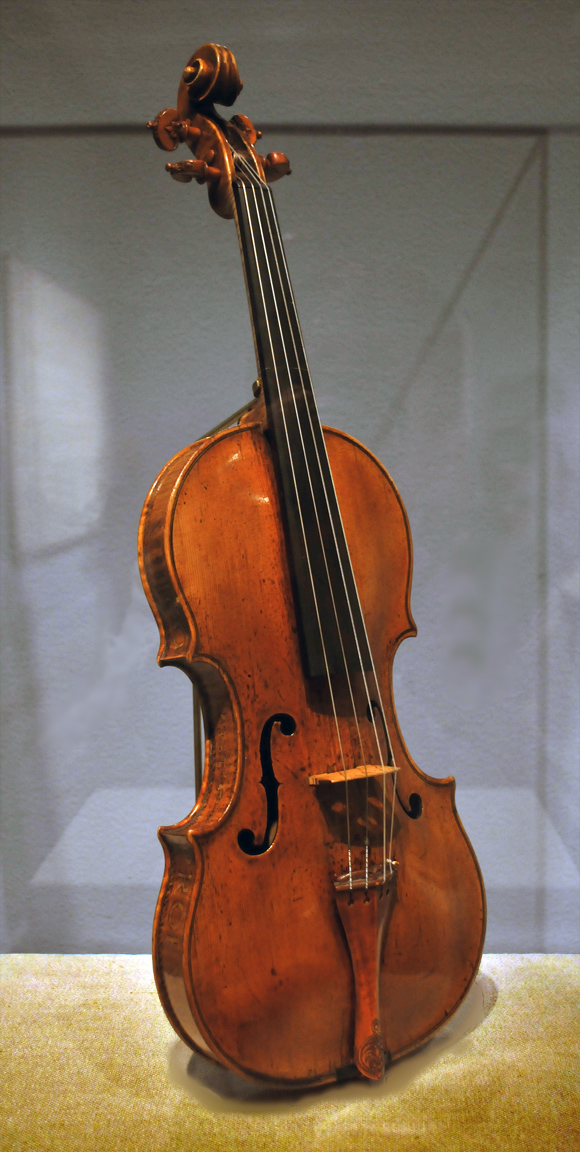
Amativiool in het Metropolitan Museum of Art in New York

Amati is de naam van een familie van Italiaanse vioolbouwers, die floreerden in Cremona van ongeveer 1550 tot 1740.
Andrea Amati (voor 1511 – voor 1580) was de eerste vioolbouwer in de familie. Zijn instrumenten zijn er vandaag de dag nog steeds. Andrea Amati lijkt min of meer verantwoordelijk voor de definitieve vorm van de moderne viool die we nu kennen. Een klein aantal van zijn instrumenten bestaat nog. Deze zijn gemaakt tussen 1564 en 1574. De meeste dragen het wapenschild van Charles IX van Frankrijk.
Andrea Amati werd opgevolgd door zijn zonen Antonio Amati (geboren in 1540) en Girolamo Amati (1561 - 1630). “De gebroeders Amati”, zoals ze bekendstonden, verwezenlijkten een zeer innovatief ontwerp, inclusief het perfectioneren van de vorm van de klankkast. Zij bereidden de weg voor voor het huidige formaat van de altviool.
Nicolò Amati (3 december 1596 – 12 april 1684) was de zoon van Girolamo Amati. Hij was het meest vooraanstaande lid van de familie Amati. Hij verbeterde de modellen van zijn familie en maakte instrumenten die beter in staat waren de tonen meer kracht te geven. Zijn modellen waren doorgaans smal van vorm, maar hij maakte ook bredere modellen die nu bekendstaan als “Grote Amati”. Dit zijn onder verzamelaars de meest gewilde objecten van de familie Amati geworden.
Tot Nicolò Amati’s beroemdste leerlingen behoorden Antonio Stradivari (mogelijk), Andrea Guarneri (het eerste lid van de Guarneri-vioolbouwerfamilie) en Bartolomeo Cristofori (de uitvinder van de pianoforte).
De laatste vioolbouwer in de familie was Nicolò’s zoon, Girolamo Amati, beter bekend als Hieronymus II (26 februari 1649 – 21 februari 1740). Hoewel hij voortborduurde op het familiesucces en de instrumenten verbeterde, was hij geen partij voor zijn vaders leerling, de beste vioolbouwer in zijn tijd, Antonio Stradivari.
Uit de "school" van de Amati's kwam ook de vioolbouwersfamilie Ruggieri voort.